# Crystal Waters
Crystal Waters (nascida em 10 de outubro de 1964, em Deptford Township, Nova Jérsia) é uma cantora americana de house e dance music. Ela é mais conhecida pelos seus êxitos "Gypsy Woman (She's Homeless)", de 1991, e "100% Pure Love", de 1994, assim como pela sua participação em "Destination Calabria", tema lançado em 2007 pelo produtor italiano Alex Gaudino.
Waters é neta da cantora de jazz Ethel Waters.

## Discografia

### Álbuns de originais
- 1991: Surprise
- 1994: Storyteller
- 1997: Crystal Waters

### Coletâneas
- 1998: The Best of Crystal Waters
- 2001: Gypsy Woman - The Collection
- 2001: 20th Century Masters - The Millennium Collection: The Best of Crystal Waters

### Singles
| Ano  | Single                                                                     | Hot 100 (EUA) | Dance Club Songs (EUA) | R.Unido | Austrália | Álbum                                                                                 |
| ---- | -------------------------------------------------------------------------- | ------------- | ---------------------- | ------- | --------- | ------------------------------------------------------------------------------------- |
| 1991 | "Gypsy Woman (She's Homeless)" (Strip To The Bone Radio Edit)              | 8             | 1                      | 2       | 11        | Surprise                                                                              |
| 1991 | "Makin' Happy" (Hurley's Happy House 7")                                   | -             | 1                      | 18      | -         | Surprise                                                                              |
| 1992 | "Surprise" (UK 7" Edit)                                                    | -             | 35                     | -       | -         | Surprise                                                                              |
| 1992 | "Megamix"                                                                  | -             | -                      | 39      | -         | 12"/CD single, com canções de Surprise                                                |
| 1993 | "You Turn Me On"                                                           | -             | -                      | -       | -         | Trilha sonora de Encino Man                                                           |
| 1992 | "Gypsy Woman (She's Homeless)" (Joey Negro's Mindmix)                      | -             | -                      | 35      | -         | Red Hot + Dance / Double A-side com "Peace" de Sabrina Johnson                        |
| 1994 | "100% Pure Love" (Radio Mix)                                               | 11            | 1                      | 15      | 2         | Storyteller                                                                           |
| 1994 | "What I Need" (LP Radio Edit) (double A-side com "Ghetto Day" Reino Unido) | 82            | 1                      | 40      | -         | Storyteller                                                                           |
| 1994 | "Ghetto Day" (Radio Mix) (double A-side com "What I Need" no Reino Unido)  | -             | -                      | 40      | -         | Storyteller                                                                           |
| 1995 | "Relax" (Vission Lorimer Radio Mix)                                        | -             | 1                      | 37      | -         | Storyteller                                                                           |
| 1996 | "In De Ghetto" (1996 Radio Mix) (Bad Yard Club com Crystal Waters)         | -             | 20                     | 35      | -         | 12"/CD single                                                                         |
| 1997 | "Say... If You Feel Alright" (Jam & Lewis Radio)                           | 40            | 6                      | 45      | -         | Crystal Waters                                                                        |
| 1997 | "Just a Freak" (Radio) (com Dennis Rodman)                                 | -             | 13                     | -       | -         | Crystal Waters                                                                        |
| 2001 | "Come on Down" (S.Y.B. Radio Mix)                                          | -             | 1                      | -       | -         | 12"/CD single                                                                         |
| 2001 | "Enough" (Original Club Mix)                                               | -             | -                      | -       | -         | 12" single                                                                            |
| 2001 | "Night in Egypt" (Radio Mix) (Sunseeker com Crystal Waters)                | -             | -                      | -       | -         | 12"/CD single                                                                         |
| 2003 | "My Time" (Radio Edit)" (Dutch com Crystal Waters)                         | -             | 1                      | 22      | 18        | 12"/CD single                                                                         |
| 2004 | "Destination Unknown" (Radio Edit) (Alex Gaudino com Crystal Waters)       | -             | -                      | -       | 98        | 12"/CD single                                                                         |
| 2004 | "Lies"                                                                     | -             | -                      | -       | -         | Listen Vision: DJ Boom Electro Compilation, samples de "Little Lies" de Fleetwood Mac |
| 2007 | "Destination Calabria" (Alex Gaudino com Crystal Waters)                   | -             | 8                      | 4       | 3         | 12"/CD single                                                                         |
| 2008 | "Dancefloor" (Speakerbox Radio Edit)(Crystal Waters vs. Speakerbox)        | -             | 9                      | -       | -         | 12"/CD single                                                                         |
| 2009 | "Never Enough"                                                             | -             | 20                     | -       | -         | 12"/CD single                                                                         |

## Premiações e indicações
| Ano  | Premiação                        | Prêmio                                                                                        | Resultado |
| ---- | -------------------------------- | --------------------------------------------------------------------------------------------- | --------- |
| 1992 | American Music Awards            | Artista Favorito - Dance                                                                      | Indicado  |
| 1992 | American Music Awards            | Single Favorito - Dance ("Gypsy Woman (She's Homeless)")                                      | Indicado  |
| 1992 | American Music Awards            | Novo Artista Favorito - Dance                                                                 | Indicado  |
| 1992 | Billboard Music Awards           | Melhor Vídeo de Dance de Uma Artista Feminina ("Makin' Happy")                                | Indicado  |
| 1994 | Billboard Music Awards           | Billboard Music Award de Single de Melhor Vendagem de Hot Dance Music/Club ("100% Pure Love") | Venceu    |
| 1994 | Billboard Music Awards           | Artista de Melhor Vendagem de Hot Dance Music Maxi-Singles                                    | Indicado  |
| 1994 | Billboard Music Awards           | Artista de Melhor Vendagem de Hot Dance Music Maxi-Singles ("100% Pure Love")                 | Indicado  |
| 1994 | Billboard Music Awards           | Melhor Artista de Hot Dance Music Club                                                        | Indicado  |
| 1994 | Enquente musical da Vibe         | Melhor Álbum - Club Dance (Storyteller)                                                       | Venceu    |
| 1995 | MTV Video Music Awards           | Melhor Vídeo de Dance ("100% Pure Love")                                                      | Indicado  |
| 1996 | ASCAP Pop Music Awards           | Canção Mais Reproduzida ("100% Pure Love")                                                    | Indicado  |
| 2004 | International Dance Music Awards | Melhor Faixa House/Garage (Dutch com Crystal Waters - "My Time")                              | Indicado  |